# Don't Say Goodbye
Singles de 2Be3
Pour être libre Regarde-moi
Don't Say Goodbye est une chanson française des 2Be3, extraite de l'album 2Be3. Elle fut classée no 14 au hit-parade français en 1998. 

## Certifications
| Pays   | Organisme | Certification |
| ------ | --------- | ------------- |
| France | SNEP      | Or            |